# Norihisa Shimizu
Norihisa Shimizu (清水 範久?, Shimizu Norihisa; Takasaki, 4 ottobre 1976) è un ex calciatore giapponese, di ruolo centrocampista.

## Palmarès
- Campionato giapponese: 3

Júbilo Iwata: 1999
Yokohama F·Marinos: 2003, 2004